# Oeneis dejeani
Oeneis dejeani är en fjärilsart som beskrevs av Bang-haas 1939. Oeneis dejeani ingår i släktet Oeneis och familjen praktfjärilar. Inga underarter finns listade i Catalogue of Life.